# Bundesregierung Gusenbauer
Die österreichische Bundesregierung Gusenbauer wurde am 11. Jänner 2007 von Bundespräsident Heinz Fischer angelobt. Sie bildete nach sieben Jahren wieder eine Große Koalition von SPÖ/ÖVP und folgte der Regierung Schüssel II (ÖVP/BZÖ). Sie amtierte bis zum 2. Dezember 2008. Der Angelobung gingen mehrmonatige Verhandlungen zwischen den Regierungspartnern, den Sozialdemokraten und der konservativen Volkspartei, voraus.

## Regierungsbildung
Aus der Nationalratswahl am 1. Oktober 2006 ging die SPÖ als mandatsstärkste Partei hervor (68 Mandate), dicht gefolgt von der Volkspartei (66 Mandate), die also ihre bisherige relative Mehrheit verloren hatte. Neben den Grünen (21 Mandate) und der FPÖ (21 Mandate) zog auch erstmals das BZÖ (7 Mandate) in den Nationalrat ein.
Am 11. Oktober 2006 betraute Bundespräsident Fischer den Spitzenkandidaten der SPÖ, Alfred Gusenbauer, mit der Bildung einer Bundesregierung, die sich auf eine stabile Mehrheit im Parlament stützen sollte. Arithmetisch war diese Mehrheit neben der Großen Koalition auch durch eine Dreierkoalition aus einer großen Partei und zwei kleineren Parteien möglich. Realpolitisch wurde diese Möglichkeit aufgrund unüberwindbarer politischer Differenzen zwischen den drei kleineren Parteien von Anfang an ausgeschlossen.
Die begonnenen Koalitionsverhandlungen wurden Anfang November aber von Seiten der ÖVP unterbrochen, nachdem der neue Nationalrat am 30. Oktober gegen den Willen der ÖVP Untersuchungsausschüsse zu den Themen Beschaffung der Eurofighter und Bankenaufsicht einsetzte. Am 16. November wurden die Verhandlungen wieder fortgesetzt und nach monatelangen Verhandlungen einigten sich SPÖ und ÖVP am 8. Jänner 2007 auf die Bildung einer großen Koalition, nachdem Bundespräsident Fischer im Dezember noch vor einem absehbaren Verhandlungsende den 11. Jänner als Tag der Angelobung einer neuen Regierung festsetzte.
Das Verhandlungsergebnis wurde von Teilen der SPÖ vor allem aufgrund der als ungünstig empfundenen Ressortverteilung und der Beibehaltung der Studiengebühren stark kritisiert. Mediales Aufsehen erregte im Zusammenhang der Regierungsbildung auch die Pressekonferenz des steirischen Landeshauptmann Franz Voves vom 10. Jänner, bei der er Parteiobmann Gusenbauer stark kritisierte und vor laufender Kamera über den Einsatz von Heidrun Silhavy als Staatssekretärin entschied.
Die Regierung Gusenbauer konnte sich permanent auf mehr als zwei Drittel der Nationalratsmandate stützen und war somit auch bei der Verabschiedung von Gesetzesvorlagen im Verfassungsrang nicht auf die parlamentarische Opposition angewiesen.

## Zusammensetzung
Die Bundesregierung unter Alfred Gusenbauer wurde in folgender Zusammensetzung am 11. Jänner 2007 von Bundespräsident Heinz Fischer angelobt. Das Bundesgesetz, das die Ressortaufteilung regelt, wurde am 30. Jänner 2007 vom Nationalrat beschlossen.
| Amt                                                        | Foto | Name                                             | Partei | Partei | Staatssekretär                                                     | Partei                            |
| ---------------------------------------------------------- | ---- | ------------------------------------------------ | ------ | ------ | ------------------------------------------------------------------ | --------------------------------- |
| Bundeskanzler                                              |      | Alfred Gusenbauer                                |        | SPÖ    | Reinhold Lopatka Andreas Schieder Heidrun Silhavy bis 1. Juli 2008 | ÖVP SPÖ                           |
| Vizekanzler und Finanzen                                   |      | Wilhelm Molterer                                 |        | ÖVP    | Christoph Matznetter                                               | SPÖ                               |
| Europäische und Internationale Angelegenheiten             |      | Ursula Plassnik                                  |        | ÖVP    | Hans Winkler                                                       | Parteilos (von der ÖVP nominiert) |
| Inneres                                                    |      | Günther Platter bis 30. Juni 2008                |        | ÖVP    |                                                                    |                                   |
| Inneres                                                    |      | Wilhelm Molterer bis 1. Juli 2008 (provisorisch) |        | ÖVP    |                                                                    |                                   |
| Inneres                                                    |      | Maria Fekter ab 1. Juli 2008                     |        | ÖVP    |                                                                    |                                   |
| Justiz                                                     |      | Maria Berger                                     |        | SPÖ    |                                                                    |                                   |
| Wirtschaft und Arbeit                                      |      | Martin Bartenstein                               |        | ÖVP    | Christine Marek                                                    | ÖVP                               |
| Soziales und Konsumentenschutz                             |      | Erwin Buchinger                                  |        | SPÖ    |                                                                    |                                   |
| Land- und Forstwirtschaft, Umwelt und Wasserwirtschaft     |      | Josef Pröll                                      |        | ÖVP    |                                                                    |                                   |
| Landesverteidigung                                         |      | Norbert Darabos                                  |        | SPÖ    |                                                                    |                                   |
| Verkehr, Innovation und Technologie                        |      | Werner Faymann                                   |        | SPÖ    | Christa Kranzl                                                     | SPÖ                               |
| Unterricht, Kunst und Kultur                               |      | Claudia Schmied                                  |        | SPÖ    |                                                                    |                                   |
| Wissenschaft und Forschung                                 |      | Johannes Hahn ohne Portefeuille bis 1. März 2007 |        | ÖVP    |                                                                    |                                   |
| Gesundheit, Familie und Jugend                             |      | Andrea Kdolsky                                   |        | ÖVP    |                                                                    |                                   |
| Kanzleramtsminister für Frauen, Medien und Regionalpolitik |      | Doris Bures bis 1. Juli 2008                     |        | SPÖ    |                                                                    |                                   |
| Kanzleramtsminister für Frauen, Medien und Regionalpolitik |      | Heidrun Silhavy ab 1. Juli 2008                  |        | SPÖ    |                                                                    |                                   |

## Auflösung
Am 7. Juli 2008 gab ÖVP-Chef und Vizekanzler Wilhelm Molterer mit der Aussage „Es reicht“ den Beschluss bekannt, die Zusammenarbeit mit der SPÖ zu beenden, weil sie „orientierungs- und führungslos“ sei. Vorausgegangen war ihr Schwenk in der EU-Politik und das Scheitern der Verhandlungen zur Gesundheitsreform. Es kam zur vorgezogenen Nationalratswahl vom 28. September 2008.
Die nachfolgende Bundesregierung Faymann I, die am 23. November 2008 angekündigt und am 2. Dezember 2008 angelobt wurde, war wieder eine große Koalition. Sie kam hauptsächlich durch die Verhandlungen der schon in der Regierung Gusenbauer für Koalitionsfragen zuständigen Minister Werner Faymann und Josef Pröll zustande.